# Carnival Miracle
Carnival Miracle é um navio de cruzeiro, da Classe Spirit, de propriedade da Carnival Corporation & PLC, operado pela Carnival Cruise Lines.
O Miracle foi o sexto e último navio de cruzeiro em uma série de novos transatlânticos tipo Panamax encomendados pela Carnival Corporation para a sua operadora norte-americana Carnival Cruise Lines e a italiana Costa Crociere. O primeiro navio da série, foi o Costa Atlantica, entregue em junho de 2000, Carnival Spirit e o Carnival Pride que foram entregues em 2001, seguido pelo Carnival Legend que entrou em operação em 2002. O Costa Mediterranea completa a Classe.

## Facilidades e acomodações
O Lido Buffet o Bistro Cafe além do serviço 24-Hr Room Service disponibilizam refeições rápidas durante as 24 horas do dia.
Da cozinha Carnival Cuisine, são servidas as refeições formais nos dois principais restaurantes do navio, o Main Seating Dining e o Supper Club.
A atração noturna fica por conta do bem instalado teatro.
Amplas instalações para ginástica, esporte, pista para caminhadas, sauna, salas de jogos, piscinas estão disponíveis.
As cabines estão posicionadas em sua maioria voltadas para a parte externa da embarcação, e muitas delas possuem varanda individual.
O navio opera na região do Caribe, com escalas regulares nos portos de Bermudas, Puerto Rico, St. Thomas, Nassau e Belize entre outros.

## Motorização
O navio possui duas hélices movidas por 2 sistemas diesel-elétrico com potência de 62.370 kW cada.